# World ertaymash Federation
WEF GLOBAL (World Ertaymash Federation)  — сокращённое международное название Всемирной федерации национальной борьбы «Кулатуу Эртаймаш ММА»,
Федерация была основана в 2014 году  (недоступная ссылка) на республиканском конгрессе Федерации борьбы Кыргызстана «Кулатуу», на пост президента всемирной федерации WEF, по предложению основателя ФБКР «Кулатуу» Турусбекова Темира Мукановича  единогласным решением был избран Руслан Кыдырмышев   , вице президентами были назначены Эмиль Токтогонов   , Рафик Мамбеталиев  и Кылычбек Саркарбаев, генеральным секретарем Даниэл Осмон уулу Цель организации WEF GLOBAL — проведение турниров по смешанным единоборствам с целью популяризации Кулатуу как вида спорта по всему миру и преимущественно в Центральной Азии.

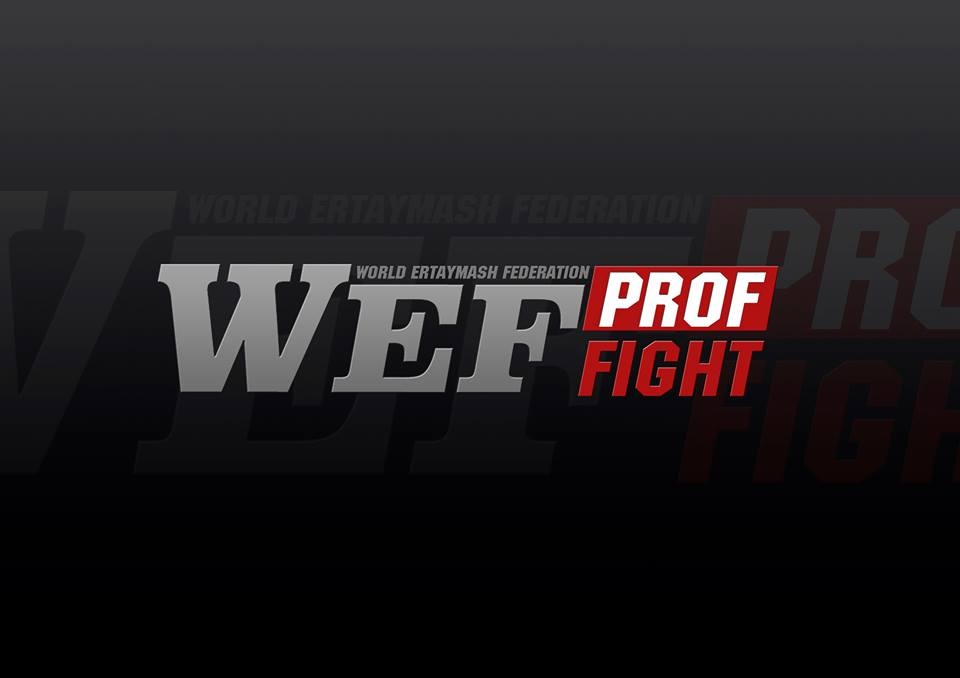
WEF PROFFIGHT

Кулатуу  Эртаймаш  — (перевод с киргизского как «Сваливание с ног»,"Свержение" , «Вольная схватка») аналогичен греческому «Панкратиону» и бразильскому «Вале-Тудо», представляет собой полно контактный бой с применением ударной техники как в стойке так и в партере, отвечает международным стандартам и правилам ММА. Считается национальным видом спорта в Кыргызстане.
WEF — имеет официальные представительства в Узбекистане, Таджикистане, Иране, России, Казахстане, США и Бразилии.
WEF Amateur Fight — любительские чемпионаты по Кулатуу Эртаймаш среди юниоров, кадетов и ветеранов.
WEF Selection — региональные чемпионаты, которые проходят в различных странах Средней Азии. Турниры WEF Selection направлены на поиск и подготовку перспективных спортсменов. Победители получают возможность представлять свою страну на Международном турнире WEF PROFFIGHT и бороться за пояс Чемпиона по версии WEF PROFFIGHT.
WEF PROFFIGHT — Международные турниры среди профессионалов, проводимых в разных странах СНГ и ближнего зарубежья.
WEF GLOBAL — Межконтинентальные турниры, где выступают лучшие бойцы Средней Азии и стран дальнего зарубежья, за завоевание титула Чемпиона Мира по версии WEF, разрешены удары локтями.
Правила
Соревнования, проводимые организацией WEF, проходят по правилам MMA. С апреля 2017 года разрешены удары локтями.
Раунды
Каждый раунд на турнирах WEF длится пять минут. Всего в каждом поединке насчитывается три раунда, если речь идет о не титульном бое, и пять раундов, если на кону чемпионский пояс. Между каждым раундом есть перерыв длительностью в одну минуту.
Весовые категории
- Наилегчайший вес (до 57 кг)
- Легчайший вес (до 61,3 кг)
- Полулегкий вес (до 65,8 кг);
- Легкий вес (до 70,3 кг);
- Полусредний вес (до 77 кг);
- Средний вес (до 84 кг);
- Полутяжелый вес (до 93 кг);
- Тяжелый вес (свыше 93 кг).

### Турниры проведенные WEF
1. World ertaymash federation-1 был проведен 03 Декабря 2014 года
2. World ertaymash federation-2
3. World ertaymash federation-3
4. WEF PROFFIGHT-1
5. WEF PROFFIGHT-2
6. WEF PROFFIGHT-3
7. WEF-4 «Kyrgyzstan vs Dagestan»
8. WEF ASIAN CHAMPIONSHIP
9. WEF PROFFIGHT-5
10. WEF PROFFIGHT-6
11. WEF SELECTION «Mountain warriors»
12. WEF PROFFIGHT-7 «Battle in Arbat»
13. WEF «Grozny Battle in Asia»
14. WEF-6 GRANDPRIX 2016
15. WEF PROFFIGHT-9 «UNDISPUTED»
16. WEF PROFFIGHT-10 «BATTLE IN TASHKENT»
17. WEF PROFFIGHT 11 «ASIA CHAMPIONSHIP»
18. WEF PROFFIGHT 12 «EXPENDABLES»
19. WEF PROFFIGHT 13 AKHMAT EVOLUTION
20. WEF SELECTION 6[9][10][11]
21. WEF GLOBAL 7 «Kyrgyzstan vs Georgia»[12][12][13][14]
22. WEF SELECTION 7 «Yakubov vs Takin»
23. WEF SELECTION 8 «Battle in Jalal-Abad»
24. WEF SELECTION 9 «Battle in Talas»
25. WEF GLOBAL 8 «Battle in Karaganda»
26. WEF SELECTION 10 «IRISBAY vs TEMIRBEKOV»[http://www.kartinker.ru/podborka/QkRMb1dlZmc3ZTQ/ (недоступная+ссылка)] (недоступная ссылка)
27. WEF SELECTION 11 «BATTLE IN MOSCOW»
28. WEF PROFFIGHT 14 «BATTLE IN ISSYK-KUL»
29. WEF PROFFIGHT 15 «Battle in Moscow»
30. WEF 39 GLOBAl 9

### Чемпионы организации WEF
Актилек Жумабек Уулу- чемпион Мира WEF в весовой категории до 77 кг. Завоевал этот титул 03 Декабря 2014 года на турнире WEF-1, победив сабмишеном американского спортсмена Shah Bobonis.
Зелимхан Умиев — чемпион мира WEF в весовой категории 93+ кг Завоевал титул 15 Мая 2016 года на турнире WEF-5 «Грозная Битва в Азии» победив болевым приемом на первом раунде бойца из Афганистана Муроди Сухроба.
Бусурманкул Абдибайт уулу — чемпион мира WEF в весовой категории до 66 кг. Должен был драться за пояс мира WEF с Сирожидином Эшанбаевым, однако в связи с травмой Эшанбаева (последующим отказом от пояса WEF. в связи с завершение спортивной карьеры), руководство WEF организовало бой за пояс между Дадахан Хасановым и Абдибайт уулу Бусурманкулом. Абдибайт уулу победив техническим нокаутом, стал чемпионом мира WEF.
Нурбек уулу Эрлан — чемпион мира WEF в весовой категории до 70 кг. 22 Октября 2016 года на WEF GRANDPRIX 2016 выиграл в титульном поединке Диловара Давлатова из Таджикистана, завоевав тем самым вакантный пояс WEF/
Азиз Сатыбалдиев — чемпион мира WEF в весовой категории до 61 кг. 08 Сентября 2016 года на WEF39 Global 9 выиграл нокаутом в титульном поединке Кенжебека Даулета из Казахстана.
Самат Эмильбеков — чемпион по версии WEF PROFFIGHT в весовой категории до 77 кг. 29 Сентября 2016 года на турнире WEF PROFFIGHT-7. Москва победил Россиянина Имрана Матаева нокаутом на втором раунде.
Нурлан Токтобакиев — чемпион по версии WEF PROFFIGHT в весовой категории до 93 кг. 29 Сентября 2016 года на турнире WEF PROFFIGHT-7. Москва победил Россиянина Валие Дениса нокаутом на первом раунде.
Абдулгаджи Газиев — чемпион по версии WEF PROFFIGHT в весовой категории до 66 кг. 29 Сентября 2016 года на турнире WEF PROFFIGHT-7. Москва победил бойца из Таджикистана Джомолуджанова Худшета тех. нокаутом на втором раунде.
Саидо Самадов — чемпион по версии WEF PROFFIGHT в весовой категории до 71 кг. 04 Февраля 2017 года на турнире WEF PROFFIGHT-13 AKHMAT EVOLUTION победил Киргизского бойца Саякбаева Рината, нокаутом на первом раунде.